# Legend of the Galactic Heroes
Legend of the Galactic Heroes (銀河英雄伝説, Ginga Eiyū Densetsu, parfois francisé Les Héros de la Galaxie), abrégé LOGH (銀英伝, Gin'eiden), est une série de romans de science-fiction écrits par Yoshiki Tanaka. Dans un futur lointain de l'humanité, deux États interstellaires, l'Empire Galactique monarchique et l'Alliance des Planètes Libres démocratique sont empêtrés dans une guerre sans fin. L'histoire se concentre sur les exploits des deux rivaux Reinhard von Lohengramm et Yang Wen Li, alors qu'ils accèdent au pouvoir et à la gloire au sein de l'Empire Galactique et de l'Alliance des Planètes Libres.
Une adaptation anime des romans, produite par Kitty Films et animée pour la plupart par Artland et Magic Bus, a été diffusée de 1988 à 2000. Un manga est également basé sur l'histoire des romans, dessiné par Katsumi Michihara. De plus, il existe plusieurs adaptations en jeu vidéo dont la plus récente de 2008 est un jeu de stratégie en temps réel. Toutes les œuvres de la série Les Héros de la Galaxie sont restées pendant longtemps diffusées uniquement au Japon, jusqu'en 2015, lorsque le distributeur nord-américain VIZ Media a obtenu la licence pour les romans, tandis que Sentai Filmworks a obtenu la licence de l'anime. Actuellement cette série n'est pas traduite officiellement en français.

## Contexte
En l'an AD 2801, la Fédération Galactique est formée, ce qui amène le pouvoir politique à se déplacer loin de la planète Terre (maintenant appelée Terra) et le calendrier de l'Ère Spatiale remplace le calendrier grégorien, avec l'an AD 2801 devenant SE 1. La nouvelle Fédération finit par tomber en décrépitude lorsque Rudolf von Goldenbaum, ex-amiral devenu politicien totalitariste est élu au pouvoir, se couronne lui-même en tant qu'Empereur Rodolphe I, monarque absolu du nouvel Empire Galactique, et redémarre le calendrier de nouveau, le Calendrier Impérial démarrant en SE 310/AD 3110. Rudolf adopte des politiques extrémistes, y compris la suppression de toute opposition et de l'extermination de toute personne perçue trop faible, tels que les handicapés et les personnes dans la pauvreté, qu'il a menée jusqu'à sa mort en IC 42/SE 351/AD 3151. Il déplace également la capitale de l'Empire sur la planète Odin, troisième planète du système Valhalla.
En IC 164/SE 473/AD 3273, un groupe de serfs dans le système stellaire Altair réussissent à échapper à la captivité et font "la Longue marche de 10 000 Années-Lumière" dans le Bras du Sagittaire pour échapper à l'Empire Galactique, qui est situé dans le Bras d'Orion. Ces gens mettent en place l'Alliance des Planètes Libres, une république démocratique, utilisant le calendrier de l'Ère Spatiale, établissant l'Alliance en SE 527/IC 218/AD 3327 sur la planète Heinessen, baptisée en l'honneur du chef des exilés qui mourut lors du voyage. En SE 640/IC 331/AD 3440 la première bataille entre l'Empire et l'Alliance se produit, résultant en une grande victoire de l'Alliance. Les deux nations sont en guerre perpétuelle depuis lors.
Une troisième nation est également mis en place, le Dominion du Fezzan, une planète-état (cité-état sur une échelle galactique) avec des connexions à Terra. Il reste techniquement une partie de l'Empire et rend hommage, mais il entretient également une relation avec l'Alliance. Gouverné par un seigneur appelé le « landsherr », Fezzan gagne en puissance en agissant à la fois comme le parangon et le fourbe, le lien entre l'Empire et l'Alliance tout en montant simultanément les deux côtés l'un contre l'autre.

## Intrigue
L'histoire se déroule dans un futur lointain au sein de notre propre galaxie, la Voie Lactée, en commençant en SE 796/IC 487/AD 3596. Une partie de la galaxie est remplie par les mondes terraformés habités par les descendants des voyageurs interstellaires humains. Depuis 150 ans, deux puissances spatiales ont, par intermittence, été en guerre les uns avec les autres : l'Empire Galactique et l'Alliance des Planètes Libres.
Au sein de l'Empire Galactique, basée sur la Prusse du milieu du XIXe siècle, un ambitieux génie militaire, Reinhard von Müsel, par la suite recevant l'honneur d'être nommé Reinhard von Lohengramm et se voyant accorder le titre de Comte et le nom d'une famille prestigieuse éteinte faute de descendance, grimpe les échelons du pouvoir. Il est animé par le désir de libérer sa sœur Annerose, qui a été prise par le Kaiser Friedrich IV comme concubine. Plus tard, il veut non seulement mettre fin à la dynastie Goldenbaum corrompue et accordant trop de privilèges a une haute noblesse devenue décadente, mais aussi vaincre l'Alliance des Planètes Libres et unifier l'ensemble de la galaxie sous sa gouverne.
Dans la flotte stellaire de l'Alliance des Planètes Libres se trouve un autre génie, Yang Wen-Li. Initialement, il aspirait à devenir un historien via l'académie militaire, et a rejoint la division tactique uniquement pour financer ses frais de scolarité. Il fut rapidement promu amiral, car il a démontré son excellence dans la stratégie militaire dans un certain nombre de batailles décisives et de conflits. Il devient l'ennemi juré de Reinhard, mais ils ont beaucoup de respect l'un pour l'autre. Contrairement à Reinhard il est plutôt connu pour ses victoires contre toute attente et ses réalisations surprenantes apparemment impossible à accomplir ainsi que pour atténuer les pertes et les dommages causés par les opérations militaires. Ses résultats lui ont valu plusieurs surnoms, notamment celui de « Héros d'El Facil » ainsi que celui de « Miracle Yang ».
En tant qu'historien, Yang prédit souvent les motivations de ses ennemis et raconte la riche histoire de son monde et des commentaires sur elle. Une de ses célèbres citations: « Il y a quelques guerres entre le bien et le mal; la plupart sont entre un bien et un autre bien ».
Outre les deux héros principaux, l'histoire est pleine de personnages colorés et complexes de la politique. Tous les types de caractères, de la haute noblesse, amiraux et politiciens, aux plus communs soldats et paysans, sont imbriqués dans l'histoire. L'histoire passe fréquemment du principal héros au Soldat Inconnu qui lutte pour sa vie sur le champ de bataille.
Il existe une troisième puissance, légalement rattachée à l'Empire Galactique, appelée Dominion de Fezzan, une planète-état qui négocie avec les deux puissances belligérantes. Il y a aussi l'Église terrienne, qui affirme que l'homme doit retourner sur la Terre, qui gagne en popularité partout dans la galaxie. Tout au long de l'histoire, des personnalités politiques de l'exécutif de Fezzan de concert avec le sommet de la hiérarchie de l'Église terrienne orchestrent un certain nombre de complots visant à changer l'issue de la guerre galactique de sorte que cela favorise leurs objectifs.
L'histoire commence lors de la bataille d'Astarte, dont la victoire permettra à l'amiral Reinhard von Lohengramm d'être promu Amiral de la flotte, le plus haut poste disponible dans l'amirauté impériale, cette bataille révèle également le talent de Yang, qui sera promu amiral grâce au fait qu'il a sauvé les trois flottes de l'Alliance engagée d'un anéantissement total. Reinhard est promu dès son retour sur Odin, comme Yang à son retour sur Heinessen. Yang est placé à la tête d'une flotte nouvellement formée a laquelle est assigné un objectif d'une importance capitale : capturer la forteresse spatiale Iserlohn, la plus puissante forteresse de l'Empire Galactique, qui contrôle le Corridor d'Iserlohn, un des deux passages permettant aux vaisseaux spatiaux de passer du territoire de l'Empire (Bras d'Orion) au territoire de l'Alliance (Bras du Sagittaire), l'autre couloir n'étant jamais emprunté par des flottes militaires car contrôlé par le Dominion de Fezzan. Depuis l'an SE 766/IC 457/AD 3566, Iserlohn protège l'Empire de toute intrusion dans son espace et des millions d'hommes des deux superpuissances se sont affrontés dans son espace où les flottes de l'Alliance se sont heurtées à l'impressionnante puissance de feu de la forteresse, entassant périodiquement des milliers de cadavres et d'épaves devant Iserlohn. Yang accepte la mission, qui paraît impossible au vu de la taille réduite de sa nouvelle flotte qui ne compte que la moitié des effectifs d'une flotte standard de l'Alliance, pensant que la capture d'Iserlohn pourrait mettre fin à la guerre en forçant l'Empire à accepter des négociations de paix à la suite de la menace que l'Alliance pourrait faire subir sur son espace.

## Romans
Legend of the Galactic Heroes (銀河英雄伝説, Ginga Eiyū Densetsu), parfois appelé "Heldensagen vom Kosmosinsel" (en allemand fautif, se traduisant par « contes héroïques de l'île cosmique »), est une série de dix romans de science-fiction écrits par Tanaka Yoshiki, qui a également rédigé un certain nombre d'autres histoires, plus courtes, dans le même univers. Il a remporté le prix Seiun du meilleur roman de l'année en 1988. Le 2 juillet 2015, Viz Media annonce l'obtention de la licence pour une publication en Amérique du Nord sous leur label Hikaisoru. Ils n'ont obtenu à l'origine que la licence des trois premiers romans, mais il leur sera permis de continuer si les ventes sont bonnes. De fait, fin 2019, dix romans ont été publiés. 
Les romans déjà publiés en anglais, avec leur date de publication, sont :
1. Dawn, le 8 mars 2016,
2. Ambition, le 19 juillet 2016,
3. Endurance, le 15 novembre 2016,
4. Stratagem, le 20 juin 2017,
5. Mobilization, le 5 octobre 2017,
6. Flight, le 1er mai 2018,
7. Tempest, le 14 août 2018,
8. Desolation, le 15 janvier 2019,
9. Upheaval, le 30 juillet 2019,
10. Sunset, le 19 novembre 2019.

## Adaptations

### Anime
| OVA                                                            | OVA                                                            | OVA                                                            | OVA                | OVA               |                   |
| -------------------------------------------------------------- | -------------------------------------------------------------- | -------------------------------------------------------------- | ------------------ | ----------------- | ----------------- |
| Legend of the Galactic Heroes                                  | Partie                                                         | Épisodes                                                       | Début de diffusion | Fin de diffusion  |                   |
| Legend of the Galactic Heroes                                  | Première partie                                                | 1-26                                                           | 21 décembre 1988   | 20 juin 1989      |                   |
| Legend of the Galactic Heroes                                  | Deuxième partie                                                | 27-54                                                          | 21 juin 1991       | 27 décembre 1991  |                   |
| Legend of the Galactic Heroes                                  | Troisième partie                                               | 55-86                                                          | 20 juillet 1994    | 22 février 1995   |                   |
| Legend of the Galactic Heroes                                  | Quatrième partie                                               | 87-110                                                         | 1er octobre 1996   | 11 mars 1997      |                   |
| Legend of the Galactic Heroes Gaiden                           | Partie                                                         | Épisodes                                                       | Début de diffusion | Fin de diffusion  |                   |
| Legend of the Galactic Heroes Gaiden                           | A Hundred Billion Stars, A Hundred Billion Lights              | 1-24                                                           | 9 février 1998     | 26 septembre 1998 |                   |
| Legend of the Galactic Heroes Gaiden                           | Spiral Labyrinth                                               | 25-52                                                          | 24 décembre 1999   | 21 juillet 2000   |                   |
| Séries d'animation                                             |                                                                |                                                                |                    |                   |                   |
| Les Héros de la Galaxie: Die Neue These                        | Partie                                                         | Épisodes                                                       | Début de diffusion | Fin de diffusion  |                   |
| Les Héros de la Galaxie: Die Neue These                        | Kaikō                                                          | 1-12                                                           | 3 avril 2018       | 26 juin 2018      |                   |
| Les Héros de la Galaxie: Die Neue These                        | Seiran                                                         | 13-24                                                          | 27 septembre 2019  | 29 novembre 2019  |                   |
| Films d'animation                                              |                                                                |                                                                |                    |                   |                   |
| Legend of the Galactic Heroes: My Conquest is the Sea of Stars | Legend of the Galactic Heroes: My Conquest is the Sea of Stars | Legend of the Galactic Heroes: My Conquest is the Sea of Stars | Durée              | Date de sortie    | Date de sortie    |
| Legend of the Galactic Heroes: My Conquest is the Sea of Stars | Legend of the Galactic Heroes: My Conquest is the Sea of Stars | Legend of the Galactic Heroes: My Conquest is the Sea of Stars | 59 minutes         | 6 février 1988    | 6 février 1988    |
| Legend of the Galactic Heroes: Golden Wings                    | Legend of the Galactic Heroes: Golden Wings                    | Legend of the Galactic Heroes: Golden Wings                    | Durée              | Date de sortie    | Date de sortie    |
| Legend of the Galactic Heroes: Golden Wings                    | Legend of the Galactic Heroes: Golden Wings                    | Legend of the Galactic Heroes: Golden Wings                    | 59 minutes         | 12 décembre 1992  | 12 décembre 1992  |
| Legend of the Galactic Heroes: Overture to a New War           | Legend of the Galactic Heroes: Overture to a New War           | Legend of the Galactic Heroes: Overture to a New War           | Durée              | Date de sortie    | Date de sortie    |
| Legend of the Galactic Heroes: Overture to a New War           | Legend of the Galactic Heroes: Overture to a New War           | Legend of the Galactic Heroes: Overture to a New War           | 90 minutes         | 18 décembre 1993  | 18 décembre 1993  |
| Legend of the Galactic Heroes: Die Neue These - Seiran 1       | Legend of the Galactic Heroes: Die Neue These - Seiran 1       | Legend of the Galactic Heroes: Die Neue These - Seiran 1       | Durée              | Date de sortie    | Date de sortie    |
| Legend of the Galactic Heroes: Die Neue These - Seiran 1       | Legend of the Galactic Heroes: Die Neue These - Seiran 1       | Legend of the Galactic Heroes: Die Neue These - Seiran 1       | 100 minutes        | 27 septembre 2019 | 27 septembre 2019 |
| Legend of the Galactic Heroes: Die Neue These - Seiran 2       | Legend of the Galactic Heroes: Die Neue These - Seiran 2       | Legend of the Galactic Heroes: Die Neue These - Seiran 2       | Durée              | Date de sortie    | Date de sortie    |
| Legend of the Galactic Heroes: Die Neue These - Seiran 2       | Legend of the Galactic Heroes: Die Neue These - Seiran 2       | Legend of the Galactic Heroes: Die Neue These - Seiran 2       | 100 minutes        | 25 octobre 2019   | 25 octobre 2019   |
| Legend of the Galactic Heroes: Die Neue These - Seiran 3       | Legend of the Galactic Heroes: Die Neue These - Seiran 3       | Legend of the Galactic Heroes: Die Neue These - Seiran 3       | Durée              | Date de sortie    | Date de sortie    |
| Legend of the Galactic Heroes: Die Neue These - Seiran 3       | Legend of the Galactic Heroes: Die Neue These - Seiran 3       | Legend of the Galactic Heroes: Die Neue These - Seiran 3       | 100 minutes        | 29 novembre 2019  | 29 novembre 2019  |

### Films d'animation

#### Legend of the Galactic Heroes: My Conquest is the Sea of Stars
Legend of the Galactic Heroes: My Conquest is the Sea of Stars (kanji : 銀河英雄伝説　わが征くは星の大海 ; rōmaji : Ginga Eiyū Densetsu: Waga Yuku wa Hoshi no Taikai) est un film retraçant les événements précédant ceux de la série d'OVA de 1988. Il est sorti le 6 février 1988 et dure 59 minutes.

#### Legend of the Galactic Heroes: Golden Wings
Legend of the Galactic Heroes: Golden Wings (kanji : 銀河英雄伝説外伝　黄金の翼 ; rōmaji : Ginga Eiyū Densetsu: Ōgon no Tsubasa) est un préquel retraçant le passé de Reinhard von Müsel. Ce film se démarque des autres adaptations animées avec son style graphique se rapprochant plutôt de celui du manga et de son titre en allemand ; Die Legende der Sternhelden ; traduisant correctement le titre japonais. Il est sorti le 12 décembre 1992 et dure 59 minutes.

#### Legend of the Galactic Heroes: Overture to a New War
Legend of the Galactic Heroes: Overture to a New War (kanji : 銀河英雄伝説外伝　新たなる戦いの序曲(オーヴァチュア) ; rōmaji : Ginga Eiyū Densetsu: Arata Naru Tatakai no Ōvachua) est un film retraçant les événements des deux premiers épisodes de la série d'OVA de 1988. Il est sorti le 18 décembre 1993 et dure 90 minutes.

#### Les Héros de la Galaxie: Die Neue These 2
Les Héros de la Galaxie: Die Neue These 2 (kanji : 銀河英雄伝説 Die Neue These 星乱 ; rōmaji : Ginga Eiyū Densetsu: Die Neue These Seiran) est une série de 3 films qui compose la deuxième saison de Les Héros de la Galaxie: Die Neue These :
- Legend of the Galactic Heroes: Die Neue These - Seiran 1, sorti le 27 septembre 2019 au cinéma, contient les épisodes 1 à 4.

- Legend of the Galactic Heroes: Die Neue These - Seiran 2, sorti le 25 octobre 2019 au cinéma, contient les épisodes 5 à 8.

- Legend of the Galactic Heroes: Die Neue These - Seiran 3, sorti le 29 novembre 2019 au cinéma, contient les épisodes 9 à 12.

Les 12 épisodes ont ensuite été diffusés individuellement à la télévision japonaise en 2020.

### Manga
La première adaptation du manga est écrite par Katsumi Michihara, et est dérivée à partir des deux premiers volumes du roman original. L'histoire de ce manga est fidèle à l'original. Cependant, il y a quelques changements qui pourraient être considérés comme importants, par exemple le sexe de plusieurs personnages est changé. Akira Kasahara collabore à l'élaboration des dessins.
Une nouvelle adaptation voit le jour le 8 octobre 2018 illustrée par Ryu Fujisaki et qui est pré-publiée dans le Shueisha's Weekly Young Jump. La série est ensuite transférée dans l'Ultra Jump le 19 février 2020. Shueisha édite la série sous format tankōbon avec un premier tome sorti le 19 février 2016. La série est toujours en cours avec 22 tomes sortis le 17 décembre 2021.

### Autres
La série a été adaptée en 2012 en comédie musicale par la revue Takarazuka.